# Triangle de les Bermudes
El Triangle de les Bermudes, també conegut com el Triangle del Diable, és una regió situada a la part occidental del nord de l'oceà Atlàntic (una àrea oceànica de prop de 4.000.000 km²). Aquesta zona defineix un triangle imaginari amb Puerto Rico, les illes Bermudes i l'extrem sud de la península de Florida als seus vèrtexs.
El Triangle és mundialment conegut pels nombrosos casos de desaparicions d'avions i de vaixells en circumstàncies misterioses i estranyes sense explicació o lògica aparent. La cultura popular ha atribuït aquestes desaparicions a causes paranormals.
Aquesta zona és, actualment, una de les rutes, tan marítimes com àrees més transitades del món. 
A la meitat del segle xx diversos escriptors van publicar nombrosos articles sobre la presumpta perillositat de la zona en què especulaven sobre les possibles causes dels enfonsaments de les naus perdudes i utilitzaven una sèrie de conceptes sobrenaturals per explicar els fets del Triangle, cosa que el va fer famós. No obstant això, les estadístiques de la Guàrdia Costera dels Estats Units no indiquen que en aquesta zona hi hagi més desaparicions de vaixells ni avions que en altres zones de trànsit similar.
Alguns dels incidents relacionats amb desaparicions de vaixells, d'aeronaus i de tripulacions que han quedat sense resoldre, han servit de base per a una varietat d'obres literàries, pel·lícules i pàgines d'Internet, que n'han desenvolupat les històries més inversemblants.

## L'àrea del triangle
L'article de Sand a Fate va descriure la zona com "un triangle aquós" delimitat aproximadament per: Miami (Florida), Puerto Rico i l'illa de les Bermudes que formen un gran triangle dins l'oceà atlàntic que cobreix l'estret de Florida, les Bahames, tota la zona de les illes del Carib i l'est de l'Atlàntic fins a les illes Açores. Aquesta zona és una de les rutes marítimes més transitades del món. Cada dia diferents embarcacions marítimes i aèries hi passen a través per poder arribar a ports americans —com a Florida– i del Carib, entre d'altres.
Es poden trobar zones amb característiques semblants al Triangle de les Bermudes, com ara les següents:
- El Triangle del Drac, situat al mar del Diable, prop del Japó. Al Japó no és conegut aquest petit triangle pel fet que la majoria dels bots perduts són petites embarcacions pesqueres sense ràdio.
- El Vèrtex Marysburgh, situat a l'est del llac Ontario (entre els Estats Units i el Canadà).

## Història

### Orígens
La primera denúncia de les desaparicions inusuals a l'àrea de les Bermudes, va produir-se un 16 de setembre del 1950, mitjançant l'article de l'Associated Press escrit per Edward Van Winkle Jones. Dos anys més tard, Fate va publicar Sea Mystery at Our Back Door, un curt article de George Sand X que cobreix la pèrdua de diversos avions i vaixells, entre ells la pèrdua del vol 19, un grup de cinc nord-americans de la marina, bombarders del TBM Avenger, en una missió d'entrenament. L'article de Sand va ser el primer a traçar l'àrea triangular, ja familiar, on les pèrdues es van dur a terme. El Vol 19 per si sol, va ser tractat el 1962 a la revista American Legion Es va al·legar que el líder de vol havia dit: "Estem entrant en aigües blanques, no sembla correcte. No sabem on som, l'aigua és de color verd, no blanc." També es va afirmar que els funcionaris de la investigació de la Junta Marina van indicar que els avions "van volar a Mart". L'article de Sand va ser el primer a suggerir un element sobrenatural en l'incident del Vol 19. Al febrer 1964, l'article Vincent Gaddis a The Deadly Bermuda Triangle va argumentar que la desaparició del vol 19 i d'altres formaven part d'un patró de successos estranys a la regió. A l'any següent, Gaddis amplià aquest article en un llibre: Invisible Horizons.

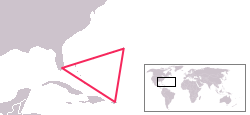
Localització del triangle de les bermudes

Altres autors seguirien amb les seves obres l'elaboració de les idees de Gaddis: John Wallace Spencer (Limbo of the Lost, 1969, repr. 1973), Charles Berlitz (The Bermuda Triangle, 1974). Richard Winer (The Devil's Triangle, 1974). Molts altres, manteniren alguns dels mateixos elements sobrenaturals descrits per Eckert.

### Larry Kusche
Lawrence David Kusche, un bibliotecari per la investigació de l'Arizona State University i autor de The Bermuda Triangle Mystery: Solved (1975), argumenta que moltes reclamacions de Gaddis i d'escriptors posteriors són sovint exagerades, dubtoses o no verificables. La investigació de Kusche va revelar una sèrie d'inexactituds i inconsistències entre els comptes de Berlitz i les declaracions de testimonis presencials, els participants i altres persones involucrades en els incidents inicials. Kusche assenyalà els casos en què la informació pertinent no va ser reportada, com la desaparició de Donald Crowhurst, que feia la volta al món amb iot que Berlitz havia presentat com un misteri, tot i una clara evidència del contrari.
Kusche també va argumentar que un gran percentatge dels incidents que van provocar les denúncies de la misteriosa influència del triangle realment van passar, però fora d'ell. Sovint, la seva investigació va ser simple: ell revisava els diaris de les dates dels incidents notificats i trobava informes sobre esdeveniments rellevants, com, possiblement, un clima inusual, que mai s'esmenta en les històries de desaparició.
Kusche va arribar a la conclusió que:
- El nombre de vaixells i avions desapareguts a la zona no va ser significativament més alta, proporcionalment parlant, que en qualsevol altra part de l'oceà.
- En una àrea freqüentada per les tempestes tropicals, el nombre de desaparicions no van ser ni desproporcionat ni misteriós. D'altra banda, Berlitz i altres autors sovint no esmentaven aquest tipus de tempestes.
- Els nombres en si havien estat exagerats per la investigació poc acurada que s'havia dut a terme en molts de casos.
- Algunes desaparicions mai havien succeït. D'un accident d'avió que es va dir que havia tingut lloc el 1937 fora de Daytona Beach, Florida, al davant de centenars de testimonis, una revisió dels diaris locals no va revelar res.
- La llegenda del Triangle de les Bermudes és un misteri manufacturat, perpetuat per escriptors que a propòsit o no, van fer ús de conceptes erronis, raonaments defectuosos i sensacionalisme.[15]

### Més respostes
Quan el Canal 4 del Regne Unit fa el programa de televisió The Bermuda Triangle (1992), que va ser produït per John Simmons de Geofilms per a Equinox sèries, es va preguntar a l'asseguradora marítima Lloyd's of London si un nombre inusualment gran dels vaixells s'havia enfonsat a l'àrea del Triangle de les Bermudes. Lloyd va determinar que no.

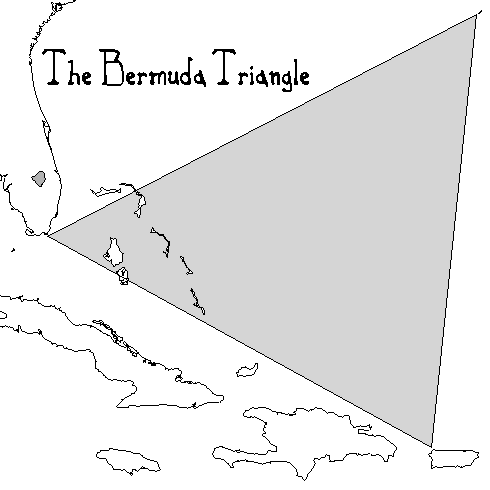
Secció on es troba el triangle de les bermudes

La United States Coast Guard va confirmar la seva conclusió. De fet, el nombre de desaparicions se suposa que és relativament insignificant tenint en compte el nombre de vaixells i avions que passen per sobre una base regular.
El Servei de Guardacostes és, també, oficialment escèptic en relació al Triangle i ha assenyalat que recopilarà i publicarà, a través de les seves investigacions, la documentació que contradiu a molts dels escrits sobre incidents al Triangle. Per exemple, quan l'explosió del 1972 i l'enfonsament del petrolier SS V. A. Fogg, la Guàrdia Costanera va fotografiar les restes i va recuperar diversos cossos, cosa que contrastava amb l'afirmació d'un escriptor del Triangle en la qual deia que tots els cossos havien desaparegut amb l'excepció del capità, que es trobava assegut a la seva cabina, en el seu escriptori, sostenint una tassa de cafè. A més, el VA Fogg es va enfonsar davant la costa de Texas, gens a prop dels límits comunament acceptats del Triangle.
La NOVA/Horizon va fer un episodi del cas del Triangle de les Bermudes, que es va emetre el 27 de juny de 1976. Va ser molt crític afirmant que "Quan tornam a les fonts originals o a les persones involucrades, s'evapora el misteri. La ciència no ha de respondre a preguntes sobre el Triangle, perquè aquestes preguntes no són vàlides. Els vaixells i els avions es comporten al Triangle de la mateixa manera que a la resta del món ".
David Kusche va assenyalar un problema comú amb moltes de les històries i teories del Triangle de les Bermudes: "Diguem que afirmen que un lloro ha estat segrestat per ensenyar als estrangers el llenguatge humà i jo et repto a provar que no és cert. Tu pots, fins i tot, utilitzar la teoria d'Einstein de la relativitat, si vols. Simplement, no hi ha manera de provar una afirmació falsa. La càrrega de la prova ha de recaure en les persones que fan aquestes declaracions, per mostrar d'on van treure les dades, per veure si les seves conclusions i interpretacions són vàlides i per comprovar que no s'han deixat res".
Els investigadors més escèptics, com Ernest Taves i Barry Singer, han assenyalat com els misteris i fenòmens paranormals són molt populars i rendibles. Això ha portat a la producció de grans quantitats de material sobre temes del Triangle de les Bermudes. Ells van ser capaços de demostrar que alguns dels materials a favor del paranormal han estat sovint enganyosos o inexactes, però els productors segueixen per a la seva comercialització. En conseqüència, han afirmat que el mercat s'inclina a favor dels llibres, especials de televisió i altres mitjans de comunicació que donen suport el misteri del Triangle, i en contra d'investigar el material des d'un punt de vista escèptic.
Finalment, si el triangle se suposa que, un tros d'aquest, creua la terra, com a llocs de Puerto Rico, les Bahames o les Bermudes, no hi ha l'evidència de la desaparició de vehicles terrestres o persones. La ciutat de Freeport, ubicada dins del Triangle, compta amb una important drassana, un aeroport que s'encarrega de 50.000 vols a l'any i que és visitat per més d'un milió de turistes a l'any.

## Explicacions sobrenaturals
Quantitat d'escriptors que relataven les causes dels enfonsaments de les naus perdudes utilitzaven una sèrie de conceptes sobrenaturals per explicar els fets del Triangle. Una explicació és la tecnologia de les restes del mític continent perdut de l'Atlàntida. També de vegades connectat a la història de l'Atlàntida, apareix la formació de roca submergida coneguda com la Carretera de Bimini de l'illa de Bimini a les Bahames, que es troba dins els límits del Trianlge segons algunes de les seves definicions.
Els que creuen aquesta teoria descriuen la formació com un camí, una paret, o una altra estructura, encara que els geòlegs consideren que és d'origen natural.
Altres autors atribueixen els fets als ovnis. Aquesta idea va ser utilitzada per Steven Spielberg per a la seva pel·lícula de ciència-ficció "Encontres a la tercera fase", que compta com es perd el vol 19 i com la tripulació és abduïda per extraterrestres.

## Explicacions naturals

### Variacions de la brúixola

Brúixola

Els problemes de la brúixola és una de les frases citades entre molts dels incidents del Triangle. Alguns han fet les seves teories afirmant que aquestes anomalies magnètiques inusuals en aquesta zona de l'oceà podien existir, però aquestes no s'han trobat mai. Les brúixoles naturals tenen variacions magnètiques en relació amb els pols magnètics, un fet que els navegants han sabut per segles.
La polaritat magnètica del planeta va variant segons l'orientació de petites partícules que es troben en les roques magnètiques, anomenada magnetita. El pol nord magnètic i el pol nord geogràfic només coincideixen en alguns punts de la terra.

### Actes deliberats de destrucció
Els actes deliberats de destrucció es distribueixen en dues categories: els actes de guerra i actes de pirateria. Pel que fa als actes de guerra s'han verificat nombroses pèrdues en aquesta àrea. Algunes d'aquestes pèrdues han estat justificades, com enfonsaments de corsaris o de submarins durant les guerres mundials, etc. Però d'altres no s'han demostrat i se sospita que no tenen fonament.
D'altra banda, la pirateria, definida com la captura il·legal d'una embarcació en l'alta mar, se situava en el Pacífic occidental i l'Índic i se solia dedicar al robatori de vaixells de càrrega. La pirateria al Carib era molt comuna des d'aproximadament 1560 fins a la dècada de 1760. Entre els pirates més famosos es trobaven Edward Teach (Barbanegra) i Jean Lafitte.

### Corrents del Golf

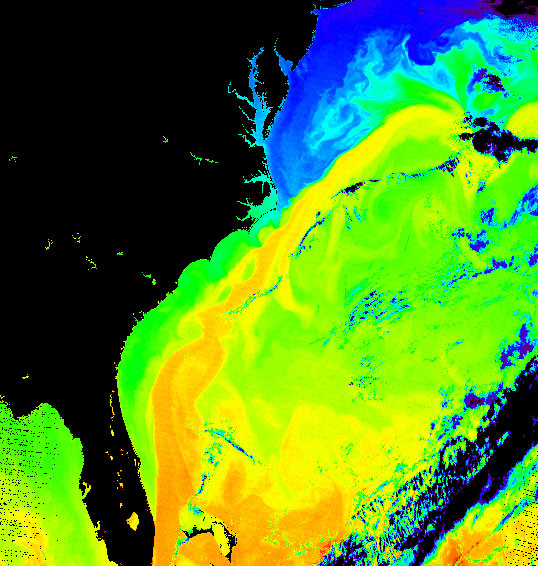
Imatge en fals color dels corrents del Golf

El corrent del Golf és un corrent oceànic que duu aigua càlida des del Carib fins a les costes d'Europa Occidental a través de l'Atlàntic Nord. S'origina en el Golf de Mèxic i després flueix a través de l'Estret de Florida cap a l'Atlàntic Nord. Té una velocitat superficial de fins a uns 2,5 metres per segon. Un petit avió fent un aterratge a l'aigua o un vaixell que té problemes al motor podria naufragar o tenir un accident degut a aquest corrent.

### L'error humà
Una de les explicacions més comunes en les investigacions oficials pel que fa a la pèrdua de qualsevol aeronau o embarcació és l'error humà. Ja sigui intencionat o accidental, els éssers humans cometem errors que poden resultar una catàstrofe, i les pèrdues en el Triangle de les Bermudes no en són una excepció. Per exemple, la Guàrdia Costanera va posar com a causa de l'accident que va causar la pèrdua del VA Cisterna Fogg en el 1972 la falta de formació adequada per a la neteja de residus de benzè volàtil.

### Agents climatològics violents
Els huracans són tempestes de gran abast que es formen en les aigües tropicals i històricament han costat pèrdues de milers de vides. L'enfonsament de la flota espanyola de Francisco de Bobadilla el 1502 va ser el primer cas registrat d'un huracà destructiu. Aquestes tempestes han causat una sèrie d'incidents relacionats amb el Triangle.
Un altre accident, causat per un corrent descendent d'aire fred, fou l'enfonsament del Pride of Baltimore de Baltimore el 14 de maig de 1986. Un especialista del centre nacional d'huracans, James Lushine, va declarar que "en condicions climàtiques molt inestables del corrent descendent d'aire fred pot colpejar la superfície com una bomba que esclata cap a l'exterior com una línia gegant de vent i aigua". Un esdeveniment similar va ocórrer amb el Concòrdia el 2010 davant les costes del Brasil.

### Els hidrats de metà

Mapa que indica les localitzacions de les bosses d'hidrat de metà

Una altra explicació per a algunes de les desaparicions s'ha centrat en la presència de grans camps d'Hidrats de Metà (una forma de gas natural) en les plataformes continentals. Els experiments de laboratori realitzats a Austràlia han demostrat que les bombolles de gas poden enfonsar vaixells per la disminució de la densitat de l'aigua. Existeix la hipòtesi que les erupcions periòdiques de Metà poden produir regions d'aigua espumosa que són capaces d'eliminar la flotabilitat dels vaixells. Això podria fer que qualsevol nau s'enfonsàs ràpidament i sense previ avís.
Les publicacions del USGS descriuen que durant els últims 15.000 anys les alliberacions d'Hidrats en forma de gas han tingut lloc al Triangle de les Bermudes.

### Les onades gegants
En els diversos oceans de tot el món les onades gegants han provocat enfonsaments de moltes embarcacions. Aquestes ones, fins a 1995, van ser considerades com un misteri i/o un mite.

## Incidents notables

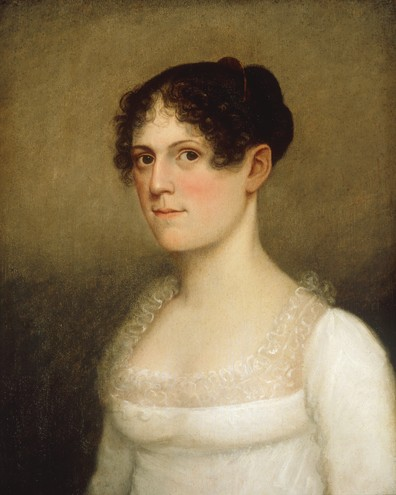
Theodosia Burr Alston al 1802

### Teodosia Burr Alston
Teodosia Burr Alston era la filla de l'exvicepresident dels Estats Units Aaron Burr. La seva desaparició ha estat citada com a mínim un cop en relació amb el Triangle. Era una passatgera a bord del Patriot, un famós veler ràpid, que havia estat construït originalment com una embarcació de pràctic (un vaixell per transportar als pilots de terra als vaixells que han de tripular). Havia servit a un corsari durant la Guerra del 1812, quan va ser comissionat pel govern dels Estats Units per fer un enviament anglès, que va salpar el 30 de desembre de 1812 de Charleston, Carolina del Sud en direcció cap a la ciutat de Nova York. Mai més es va saber d'ell ni de cap dels seus tripulants. S'han plantejat de moltes hipòtesis sobre la seva desaparició, però la versió més estesa és la del Triangle de les Bermudes. També la pirateria i la guerra del 1812, que s'han postulat com a explicacions, així com una teoria que diu que va ser vista a Texas.

### Ellen Austin
El 1881, mentre estava navegant Ellen Austin, es va trobar amb una nau abandonada, on a bord no hi havia tripulació. Austin va tractar de navegar remolcant-la fins a Nova York. Segons els relats, el vaixell abandonat, i la tripulació varen desaparèixer, sense deixar cap senyal. Mai s'ha sabut el que va passar en realitat.

### USS Cyclops
El Cyclops (AC-4) va ser un navili de l'armada dels EUA que es va perdre sense deixar rastre el 4 març 1918. Estava comandat pel lloctinent G. W. Worley i tenia una tripulació de 306 persones. Alguns creuen que el vaixell es va perdre al Triangle de les Bermudes, encara que cal esmentar que en aquells temps els Estats Units estaven en guerra i, per tant, existeixen diverses possibilitats addicionals que poden explicar la seva desaparició.
Dues embarcacions iguals que el Cyclops, Proteus i Nereo, es van perdre posteriorment a l'Atlàntic Nord durant la Segona Guerra Mundial. Ambdues naus transportaven càrregues pesades d'un mineral similar al que transportava el Cyclops durant el seu viatge fatal. En els tres casos d'enfonsament, una fallada estructural a causa d'una sobrecàrrega s'apunta com una possible causa d'enfonsament.
Els partidaris de les teories que involucren el Triangle de les Bermudes han realçat el fet que la nau no va enviar cap transmissió sobre cap problema i, aparentment, només va desaparèixer. A més a més, cal tenir present que en el moment la tecnologia de telecomunicacions estava en les seves primeres fases, i l'enviar un missatge urgent per demanar ajuda no sempre era una tasca tan ràpida o tan simple. Molts investigadors seriosos d'aquest incident creuen que l'USS Cyclops estava al nord del Triangle, però, l'únic que es coneix sobre el naviu amb certesa és que quan aquest va desaparèixer, estava prop de Norfolk (Virgínia).

### Carroll A. Deering

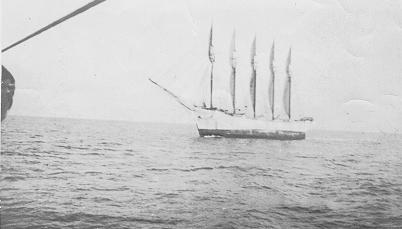
Caroll A. Deering el 29 de gener del 1921, dos dies abans que es trobes encallat i sense tripulació en els Diamond Shoals

Una goleta de cinc pals construïda en el 1919, el Deering Carroll A., es va trobar encallada i abandonada als Diamond Shoals (bancs d'arena de molt poca profunditat), prop del cap Hatteras, a Carolina del Nord, el 31 de gener de 1921. Els rumors deien que en el moment indicat la Deering va ser víctima de la pirateria, possiblement relacionada amb el comerç il·legal de rom durant la Llei Seca, i possiblement, amb un altre vaixell, el SS Hewitt, que va desaparèixer gairebé al mateix temps. Unes hores més tard, un vaixell desconegut navegava per les mateixes aigües i, ignorant tots els senyals del far, també es va quedar encallat.

### El Vol 19
Un dels incidents més coneguts, i probablement el més famós relacionat amb el Triangle de les Bermudes, és la pèrdua d'un esquadró de cinc bombarders TBM Avenger de la marina d'E.E.U.U, durant un vol d'entrenament que va sortir de Fort Lauderdale (Florida) el 5 de desembre de 1945. D'acord amb l'escriptor de ciència-ficció Charles Berlitz (1914-2003), el cas consistia en que diversos aviadors navals simplement van desaparèixer després que informessin de diversos efectes visuals estranys, una afirmació que no és completament encertada. A més, Berlitz va afirmar que les restes dels TBM Avenger flotarien durant un llarg període. Per aquest fet haurien d'haver-se trobat l'endemà, considerant que es van registrar amb marea tranquil·la i un cel serè. No obstant això, no només no van poder ser trobades les restes, sinó que un avió de recerca i rescat de la Marina també va desaparèixer. Addicionalment, la intriga es va incrementar en conèixer que l'informe de l'accident de la Marina es va atribuir a «causes o raons desconegudes». 

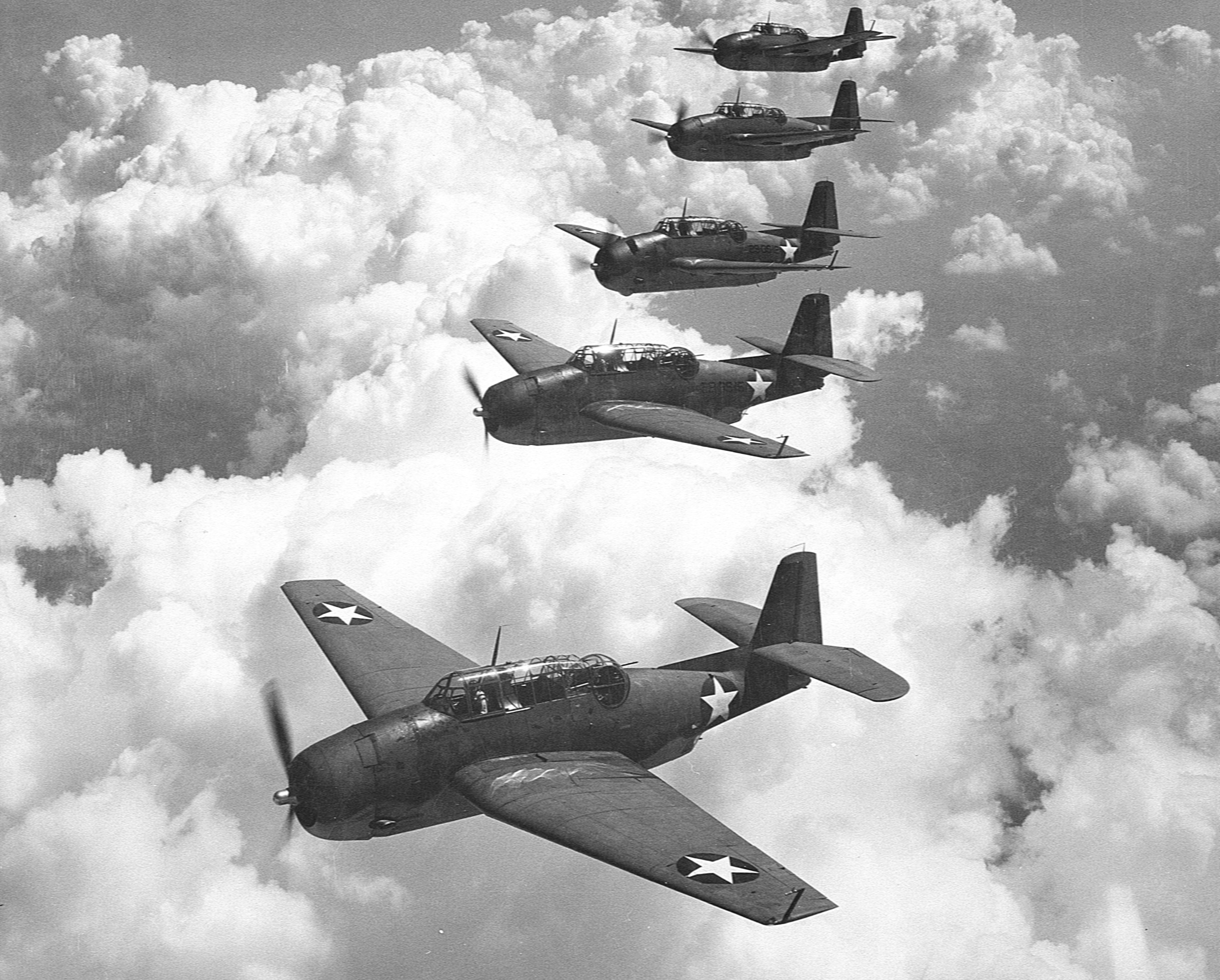
Esquadró TMB Avenger volant en formació.

Mentre que alguns fets de la versió de Berlitz són exactes, no es descriu en alguns detalls importants. La visió d'un experimentat esquadró d'aviadors de combat perdent-se en una tarda assolellada és inexacta. Quan es va rebre l'última transmissió de ràdio del Vol 19, havia començat una tempesta. Només el líder de vol, el Tinent Charles Carroll Taylor, tenia experiència de combat i un temps de vol significatiu, però al mateix temps tenia molt poca experiència en aquesta àrea en particular, menor que la dels aprenents sota el seu servei. Taylor va ser descrit com un líder calmat i confiat, en canvi, les transmissions de ràdio del Vol 19 van revelar un Taylor desorientat, amb una manca de confiança en les seves decisions i completament perdut.
Les investigacions varen establir que tots els avions van tenir problemes amb les brúixoles. No obstant això, els informes navals i registres escrits de les converses entre el Tinent Taylor i els altres pilots del Vol 19 no indicaven això. Quant a la Marina, es va afirmar que l'informe original va atribuir l'accident a la confusió del comandant del vol 19, el Tinent Taylor, que prèviament ja havia abandonat la seva nau en dues ocasions enmig del Pacífic després d'haver-se perdut, per tornar al portaavions.
L'experiència de combat al Pacífic va demostrar que un avió Avenger s'enfonsava molt ràpidament si aquest amarava. Per a un Avenger seria molt difícil amarar, especialment per als pilots novells.
No obstant això, el fet que fins ara no s'han descobert rastres o restes algunes de les naus, ha ocasionat el misteri. En un documental sobre aquest esdeveniment d'History Channel, es va fer notar que un pilot podia confondre fàcilment la seva ubicació si permetia que la seva imaginació controlés la seva raó. En el documental es va suposar que l'escenari més probable era que el líder del vol, el tinent Charles Taylor, es confongués i es desorientés. Com a última analogia de la situació del vol, es creu que el tripulants creien incorrectament que estaven lluny del sud-est de Florida Keys, i van girar bruscament cap a la dreta, creient que trobarien terra. En canvi, ells estaven exactament on havien d'estar, fora de les Bahames, i girar cap a la dreta els va portar més endins de l'oceà Atlàntic. Això també podria explicar per què els avions encara no han estat trobats.
Per tant, l'explicació generalment més acceptada per entusiastes navals i civils que han investigat minuciosament aquest incident coincideixen que el Tinent Charles Taylor es va confondre i es va desorientar, portant a la seva tripulació al mar obert on se'ls va acabar el combustible i van haver d'aterrar en aigües tempestuoses durant la nit. Encara que els pilots estudiants sabien que ell estava equivocat sobre la seva ubicació; ell era el líder de vol i estava al comandament. Per quan ell va prendre el consell d'un dels seus aprenents pilots sobre volar cap a l'oest, ja es trobaven molt lluny com per aterrar sobre terra ferma.
La posició de la Marina nord-americana sobre l'incident el descriu dient que la culpa va residir completament en el tinent Charles Taylor. L'únic misteri per a la Marina Nord-americana és on es van estavellar els avions del Vol 19.

### Star TigeriStar Ariel
Una altra pèrdua molt coneguda és la de dos avions de transport Tudor IV, anomenats Star Tiger i Star Ariel. Les aeronaus, operades per la línia aèria British South American Airways Corporation, volaven rutinàriament en la ruta d'Amèrica del Sud.
L'incident de l'Star Tiger va tenir lloc unes hores abans de l'alba del 31 de gener de 1948. Anava carregant amb 29 passatgers, més la tripulació encapçalada pel capità B. W. McMillan. L'Star Tiger va sortir unes hores abans de Santa Maria (les Açores), uns dels nombrosos punts d'escala per carregar combustible, fixats en la seva ruta de Londres (Regne Unit) a l'Havana (Cuba).
En determinar que l'avió estava lleugerament fora de curs, la seva posició va ser corregida amb relació a les Bermudes a 72 graus de l'illa. En aquest punt, quan el Star Tiger estava a menys de dues hores per arribar es varen deixar de rebre més transmissions.
Es van enviar les operacions de rescat armades amb informes precisos de l'última posició coneguda de l'avió, però després es va determinar que la nau es trobava molt lluny d'on estaven i no varen obtenir cap rastre d'aquesta.
En l'informe emès després pel Ministeri Aeri Civil (Civil Air Ministry), es van formular nombroses hipòtesis sobre el que s'havia pogut ocórrer durant les dues hores finals, fins que totes i cadascuna d'elles va ser rebutjada.Es va suposar que el Star Tiger va caure a l'oceà a conseqüència: que la nau estava privada de la seva ràdio, en fallar en el seu retorn, en haver acabat amb el seu combustible, etc. D'altra banda, el clima es trobava estable, no hi havia disturbis atmosfèrics seriosos que poguessin causar dany estructural a la nau i tampoc no hi havia tempestes elèctriques.
El 17 de gener del 1949 el Star Ariel també es va perdre en una àrea prop de les Bermudes sense deixar rastre, amb una càrrega de 17 passatgers més la tripulació. Les últimes transmissions no van mostrar signes d'alerta i dictaven un vol normal. Aquesta segona desaparició va propiciar el cessament en l'ús de les naus Tudor IV. El que en realitat els ha ocorregut a ambdós avions es desconeix fins a aquest dia.

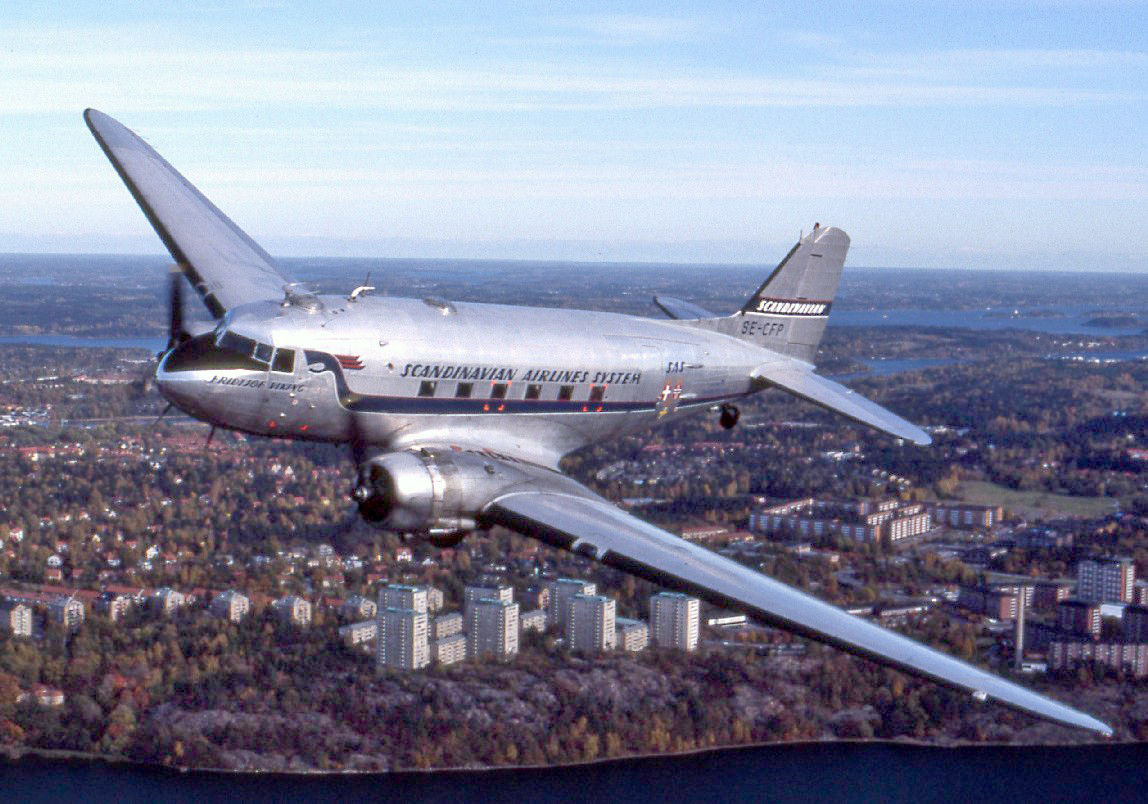
Douglas DC-3 operatiu, volant pel cel de Suècia.

### Douglas DC-3
El 28 desembre de 1948 37 persones a bord del DC-3 Douglas varen desaparèixer en el camí des Puerto Rico a Miami. En el seu darrer missatge de ràdio el pilot Bob Linquist va dir que l'aparell es trobava a 50 quilòmetres al sud de Miami, i va descriure els llums de la ciutat. Poc temps després, l'avió i els passatgers varen desaparèixer sense deixar rastre 
Els crítics assenyalen que el pilot va fer notar, fins i tot abans de sortir de Puerto Rico que la seva ràdio estava fora de servei. És possible que ell hagués rebut un missatge que deia que canviés en la direcció del vent durant el vol, i que no el pogués sentir, ja que tot això va ser a uns 50 quilòmetres al sud del recorregut previst.

### Connemara IV
Aquest gran iot es va trobar a la deriva a l'Atlàntic, al sud de Bermuda el 26 de setembre del 1955. La tripulació va desaparèixer sense deixar rastre, mentre que el vaixell es va quedar flotant a l'oceà aguantant tres huracans. També hi ha una altra hipòtesi que diu que amb les tempestes el vaixell es va desamarrar del port i va anar mar endins, tot i que mai es va denunciar la seva desaparició.

## Influència en la cultura

### Entreteniment
- The Sea World amusement park on the Gold Coast (Austràlia), té un passeig anomenat Bermuda Triagle.

### Llibres
- The Bermuda Triangle, escrit per Aaron Rudolph
- The Bermuda Triangle Action, escrit per Joseph N. Rosenberger
- The Bermuda Triangle, escrit per Jacqueline Laks Gorman
- The Bermuda Triangle V. Captain Bob, escrit per Robert H. Stockel
- Through the Triangle, escrit per C. P. Stewart
- El Triangle de les Bermudes, escrit per Deborah Lerme Goodman, Frank Bolle, Helena Milà, Helena Jürgens
- The Bermuda Triangle: Strange Happenings at Sea, escrit per David West,Mike Lacey
- The Bermuda Triangle (1975) escrit per Adi-Kent Thomas Jeffrey (ISBN 0446599611).
- The Devil's Triangle, (1974), Richard Winer (ISBN 0553106880).
- The Devil's Triangle 2 (1975), Richard Winer (ISBN 0553024647).
- From the Devil's Triangle to the Devil's Jaw (1977), Richard Winer (ISBN 0553108603).
- Bermuda Shipwrecks, (2000), Daniel Berg(ISBN 0-9616167-4-1).
- The Final Flight, (2006), Tony Blackman (ISBN 0-9553856-0-1). Aquest llibre és una obra de ficció.
- Limbo Of The Lost, John Wallace Spencer (ISBN 0-686-10658-X).
- The Bermuda Triangle, Charles Berlitz (ISBN 0-385-04114-4).
- The Bermuda Triangle Mystery Solved (1975). John Wallace Spencer (ISBN 0-87975-971-2).

### Música
- El compositor Isao Tomita va llançar un àlbum, Bermuda Triangle, inspirat en la regió.

- El cantant i compositor Barry Manilow va llançar un single Bermuda Triangle l'any 1981, inclòs en el seu àlbum del 1980, Barry. Les referències de cançons de la zona per descriure la pèrdua ("El Triangle de les Bermudes fa desaparèixer la gent"), però, l'al·lusió se centra en la pèrdua romàntica, i és causada per la inconstància en lloc de l'activitat paranormal.

### Pel·lícules
- La primera pel·lícula basada en el triangle va ser ''The Bermuda Triangle'' el 1978. Després d'això, altres pel·lícules inclouen The Triangle el 2001, The Triangle (una minisèrie de televisió) el 2005 i Triangle el 2009.

### Articles de premsa
Proquest té material dels diaris font de molts incidents, arxivats en format de document portàtil (PDF). Els diaris inclouen The New York Times, The Washington Post i The Atlanta Constitution. Per accedir a aquesta pàgina web, cal registrar-se, generalment a través d'una biblioteca connectada a un col·legi o universitat.